# Giovanni Spinetti
Giovanni Spinetti (* im 15. Jahrhundert; † 16. Jahrhundert, im deutschsprachigen Bereich auch Johannes Spinetus) war ein venezianischer Cembalobauer des frühen 16. Jahrhunderts.

## Erfindung
Er gilt als der Erfinder des Spinetts. Nach einer oft bezweifelten, jedoch auch häufig vertretenen etymologischen Theorie soll der Name „Spinett“ auf seinen Nachnamen zurückgehen. So schreibt Adriano Banchieri in Bologna 1608: „Das Spinett erhielt seinen Namen vom Erfinder […] Maestro Giovanni Spinetti, ein Venezianer; ich sah ein Instrument […] und es trug die Inschrift: JOANNES SPINETUS VENETUS FECIT. A.D. 1503.“